# 알리스 하워드
알리스 하워드(Arliss Howard, 1954년 10월 18일 ~ )는 미국의 배우, 영화 각본가, 영화 감독이다.

## 출연 작품

### 영화
- 풀 메탈 재킷 (1987)
- 불타는 태양 (1988)
- 투 웡 푸 (1995)
- 쥬라기 공원 2: 잃어버린 세계 (1997)
- 아미스타드 (1997) - 존 C. 캘훈 역
- 노인 (1997, Old Man)
- 시간 여행자의 아내 (2009)
- 머니볼 (2011)
- 게임 체인저 (2015)
- 맹크 (2020)
- 더 킬러 (2023) - "의뢰인" 클레이본 역